# تحویل (فیلم ۲۰۰۵)
تحویل یک فیلم انیمیشن کوتاه محصول سال ۲۰۰۵ میلادی است که  توسط هنرمند دیجیتال و تجسمی آلمانی ، طراح گرافیک و فیلمساز تیل نواک است که به عنوان پروژه پایان نامه او ساخته شده است.